# Anton Schmid

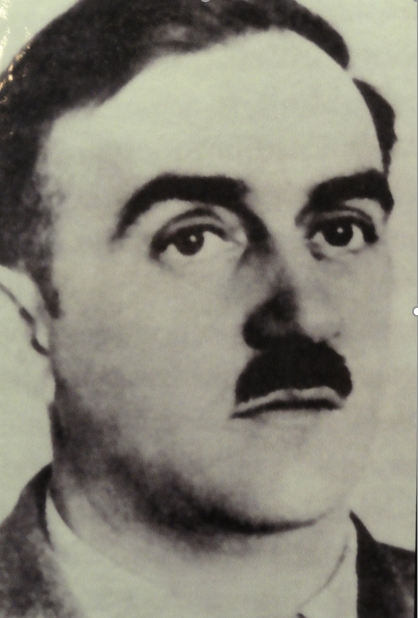
Anton Schmid (1900-1942)

Anton Schmid (Viena, 9 de enero de 1900 – 13 de abril de 1942) fue un soldado alemán de origen austríaco que durante la Segunda Guerra Mundial, en Vilna, Lituania, fue ejecutado por sus superiores por ayudar a 250 judíos hombres, mujeres y niños, a escapar del exterminio de las SS nazis durante el Holocausto. Lo hizo ocultándolos y proveyéndoles de identificaciones falsas para ayudarles a escapar.
Anton Schmid era un electricista propietario de una pequeña tienda de radios en Viena. Llamado a filas tras el Anschluss de 1938, Schmid se vio destinado a Vilna en otoño de 1941, poco después de la entrada alemana en Lituania. Como comandante de la Wehrmacht, fue testigo del hacinamiento de los judíos en dos guetos y del asesinato de cientos de ellos cerca de Ponary. En una carta a su mujer, Stefi, Schmid describió su horror ante la visión de los crímenes en masa y los "niños siendo golpeados hasta la muerte en los caminos". Y continúa: "Sabes qué es eso para mi blando corazón. No podría pensármelo, debo ayudarles." 
Años después de su muerte, Alemania rebautizaría una base militar Feldwebel Anton Schmid Kaserne en honor a su valentía.